# لوکاس ورا
لوکاس ورا (انگلیسی: Lucas Vera؛ زادهٔ ۱۸ آوریل ۱۹۹۷) بازیکن فوتبال اهل آرژانتین است.
از باشگاه‌هایی که در آن بازی کرده‌است می‌توان به باشگاه فوتبال لانوس اشاره کرد.